# 63. ceremonia wręczenia nagród Emmy
63. ceremonia wręczenia nagród Emmy odbyła się 18 września 2011 w Nokia Theatre w Los Angeles w Kalifornii. Nominacje do nagród zostały ogłoszone 14 lipca 2011. Ceremonię poprowadziła amerykańska aktorka Jane Lynch.
Gala była transmitowana na amerykańskim kanale FOX.

## Laureaci oraz nominowani

### Produkcje telewizyjne
| Najlepszy serial dramatyczny | Najlepszy serial komediowy |
| --- | --- |
| - Mad Men (AMC) - Zakazane imperium (HBO) - Dexter (Showtime) - Friday Night Lights (NBC) - Gra o tron (HBO) - Żona idealna (CBS) | - Współczesna rodzina (ABC) - Rockefeller Plaza 30 (NBC) - Teoria wielkiego podrywu (CBS) - Glee (FOX) - Biuro (NBC) - Parks and Recreation (NBC)                                                               |
| Najlepszy miniserial lub film telewizyjny | Najlepszy program komediowy lub muzyczny |
| - Downton Abbey (PBS) - Cinema Verite (HBO) - The Kennedys (ReelzChannel) - Mildred Pierce (HBO) - Filary Ziemi (Starz) - Zbyt wielcy, by upaść (HBO) | - The Daily Show (Comedy Central) - The Colbert Report (Comedy Central) - Conan (TBS) - Late Night with Jimmy Fallon (NBC) - Real Time with Bill Maher (HBO) - Saturday Night Live (NBC)                        |
| Najlepszy występ komediowy lub muzyczny | Najlepszy program reality-show |
| - Kennedy Center Honors (CBS) - Carrie Fisher in Wishful Drinking (HBO) - Bette Midler: The Showgirl Must Go On (HBO) - Lady Gaga Presents the Monster Ball Tour: At Madison Square Garden (HBO) - The Pee-Wee Herman Show On Broadway (HBO)                                   | - The Amazing Race (CBS) - So You Think You Can Dance (FOX) - Projekt Runway (Lifetime) - American Idol (FOX) - Dancing with the Stars (ABC) - Top Chef (Bravo)                                                 |
| Najlepszy program animowany | Najlepszy program dokumentalny |
| - Futurama – „The Late Philip J. Fry” (Comedy Central) - The Cleveland Show – „Murray Christmas” (FOX) - Robot Chicken: Star Wars Episode III (Cartoon Network) - Simpsonowie – „Angry Dad: The Movie” (FOX) - South Park – „Crack Baby Athletic Association” (Comedy Central) | - Najniebezpieczniejszy zawód świata (Discovery Channel) - Hoarders (A&E) - Antiques Roadshow (PBS) - Pogromcy mitów (Discovery Channel) - Undercover Boss (CBS) - Kathy Griffin: My Life on the D-List (Bravo) |
| Najlepszy program dla dzieci | |
| - A Child’s Garden of Poetry (HBO) - Degrassi – „My Body Is a Cage, Part 2” (TeenNick) - Victoria znaczy zwycięstwo – „Freak the Freak Out” (Nickelodeon) - iCarly – „iGot A Hot Room” (Nickelodeon) - Czarodzieje z Waverly Place – „Wizards vs. Angels” (Disney Channel)     | |

### Nagrody indywidualne
| Najlepszy gospodarz programu dokumentalnego lub reality-show | |
| --- | --- |
| - Jeff Probst za Survivor (CBS) - Phil Keoghan za The Amazing Race (CBS) - Tom Bergeron za Dancing with the Stars (ABC) - Ryan Seacrest za American Idol (FOX) - Cat Deeley za So You Think You Can Dance (FOX)                                                           | |
| Najlepszy aktor pierwszoplanowy w serialu dramatycznym | Najlepsza aktorka pierwszoplanowa w serialu dramatycznym |
| - Kyle Chandler za Friday Night Lights (NBC) - Steve Buscemi za Zakazane imperium (HBO) - Michael C. Hall za Dexter (Showtime) - Jon Hamm za Mad Men (AMC) - Hugh Laurie za Dr House (FOX) - Timothy Olyphant za Justified: Bez przebaczenia (FX)                         | - Julianna Margulies za Żona idealna (CBS) - Kathy Bates za Harry’s Law (NBC) - Connie Britton za Friday Night Lights (NBC) - Mireille Enos za Dochodzenie (AMC) - Mariska Hargitay za Prawo i porządek: sekcja specjalna (NBC) - Elisabeth Moss za Mad Men (AMC)                   |
| Najlepszy aktor pierwszoplanowy w serialu komediowym | Najlepsza aktorka pierwszoplanowa w serialu komediowym |
| - Jim Parsons za Teoria wielkiego podrywu (CBS) - Alec Baldwin za Rockefeller Plaza 30 (NBC) - Steve Carell za Biuro (NBC) - Louis C.K. za Louie (FX) - Johnny Galecki za Teoria wielkiego podrywu (CBS) - Matt LeBlanc za Odcinki (Showtime)                             | - Melissa McCarthy za Mike i Molly (CBS) - Edie Falco za Siostra Jackie (Showtime) - Tina Fey za Rockefeller Plaza 30 (NBC) - Laura Linney za Słowo na R (Showtime) - Martha Plimpton za Dorastająca nadzieja (FOX) - Amy Poehler za Parks and Recreation (NBC)                     |
| Najlepszy aktor pierwszoplanowy w miniserialu lub filmie telewizyjnym | Najlepsza aktorka pierwszoplanowa w miniserialu lub filmie telewizyjnym |
| - Barry Pepper za The Kennedys (ReelzChannel) - Idris Elba za Luther (BBC One) - Laurence Fishburne za Thurgood (HBO) - William Hurt za Zbyt wielcy, by upaść (HBO) - Greg Kinnear za The Kennedys (ReelzChannel) - Edgar Ramirez za Carlos (Sundance Channel)            | - Kate Winslet za Mildred Pierce (HBO) - Taraji P. Henson za Taken from Me: The Tiffany Rubin Story (Lifetime) - Diane Lane za Cinema Verite (HBO) - Elizabeth McGovern za Downton Abbey (PBS) - Jean Marsh za Schodami w górę, schodami w dół (BBC)                                |
| Najlepszy aktor drugoplanowy w serialu dramatycznym | Najlepsza aktorka drugoplanowa w serialu dramatycznym |
| - Peter Dinklage za Gra o tron (HBO) - Andre Braugher za Men of a Certain Age (TNT) - Josh Charles za Żona idealna (CBS) - Alan Cumming za Żona idealna (CBS) - Walton Goggins za Justified: Bez przebaczenia (FX) - John Slattery za Mad Men (AMC)                       | - Margo Martindale za Justified: Bez przebaczenia (FX) - Christine Baranski za Żona idealna (CBS) - Michelle Forbes za Dochodzenie (AMC) - Christina Hendricks za Mad Men (AMC) - Kelly Macdonald za Zakazane imperium (HBO) - Archie Panjabi za Żona idealna (CBS)                 |
| Najlepszy aktor drugoplanowy w serialu komediowym | Najlepsza aktorka drugoplanowa w serialu komediowym |
| - Ty Burrell za Współczesna rodzina (ABC) - Chris Colfer za Glee (FOX) - Jon Cryer za Dwóch i pół (CBS) - Jesse Tyler za Współczesna rodzina (ABC) - Ed O’Neill za Współczesna rodzina (ABC) - Eric Stonestreet za Współczesna rodzina (ABC)                              | - Julie Bowen za Współczesna rodzina (ABC) - Jane Krakowski za Rockefeller Plaza 30 (NBC) - Jane Lynch za Glee (FOX) - Sofía Vergara za Współczesna rodzina (ABC) - Betty White za Rozpalić Cleveland (TV Land) - Kristen Wiig za Saturday Night Live (NBC)                         |
| Najlepszy aktor drugoplanowy w miniserialu lub filmie telewizyjnym | Najlepsza aktorka drugoplanowa w miniserialu lub filmie telewizyjnym |
| - Guy Pearce za Mildred Pierce (HBO) - Paul Giamatti za Zbyt wielcy, by upaść (HBO) - Brian F. O’Byrne za Mildred Pierce (HBO) - Tom Wilkinson za The Kennedys (ReelzChannel) - James Woods za Zbyt wielcy, by upaść (HBO)                                                | - Maggie Smith za Downton Abbey (PBS) - Eileen Atkins za Schodami w górę, schodami w dół (PBS) - Melissa Leo za Mildred Pierce (HBO) - Mare Winningham za Mildred Pierce (HBO) - Evan Rachel za Mildred Pierce (HBO)                                                                |
| Najlepszy występ gościnny aktora w serialu dramatycznym | Najlepszy występ gościnny aktorki w serialu dramatycznym |
| - Paul McCrane za Harry’s Law (NBC) - Beau Bridges za Bracia i siostry (ABC) - Jeremy Davies za Justified: Bez przebaczenia (FX) - Bruce Dern za Trzy na jednego (HBO) - Michael J. Fox za Żona idealna (CBS) - Robert Morse za Mad Men (AMC)                             | - Loretta Devine za Chirurdzy (ABC) - Cara Buono za Mad Men (AMC) - Joan Cusack za Shameless – Niepokorni (Showtime) - Randee Heller za Mad Men (AMC) - Mary McDonnell za Podkomisarz Brenda Johnson (TNT) - Julia Stiles za Dexter (Showtime) - Alfre Woodard za Czysta krew (HBO) |
| Najlepszy występ gościnny aktora w serialu komediowym | Najlepszy występ gościnny aktorki w serialu komediowym |
| - Justin Timberlake za Saturday Night Live (NBC) - Will Arnett za Rockefeller Plaza 30 (NBC) - Matt Damon za Rockefeller Plaza 30 (NBC) - Idris Elba za Słowo na R (Showtime) - Zach Galifianakis za Saturday Night Live (NBC) - Nathan Lane za Współczesna rodzina (ABC) | - Gwyneth Paltrow za Glee (FOX) - Elizabeth Banks za Rockefeller Plaza 30 (NBC) - Kristin Chenoweth za Glee (FOX) - Tina Fey za Saturday Night Live (NBC) - Dot Jones za Glee (FOX) - Cloris Leachman za Dorastająca nadzieja (FOX)                                                 |